# Bois des Moutiers
Le bois des Moutiers se situe en France sur la commune de Varengeville-sur-Mer, dans le département de la Seine-Maritime en région Normandie. Les visites sont exclusivement accessibles sur réservation depuis son site internet.
C'est un domaine de 12 hectares, composé de trois éléments: un manoir, des jardins aménagés de style anglais et, en aval du manoir, un vaste parc qui donne sur la mer. Cet ensemble manifeste une étroite imbrication entre l'architecture et la nature, "unique exemple en France de la tradition de l'Architectural gardening et de l'architecture Arts & Crafts".
La maison et les jardins sont classés au titre des monuments historiques. Le jardin a été labellisé  Jardin remarquable en 2004. Il ne bénéficie plus de ce label en raison de plages de visites trop restreintes depuis sa réouverture en mai 2024.

## Histoire

### L'ambition de Guillaume Mallet
En 1898, Guillaume Mallet, issu d’une famille de banquiers protestants, et sa jeune épouse Marie-Adelaïde Grunelius deviennent propriétaires d'une vaste vallée donnant sur la mer. C'est un site encore à l'état sauvage dans la commune de Varengeville-sur-Mer, près de Dieppe.
Ancré en équilibre aux bords des falaises blanches de la Côte d’Albâtre, ce lieu compte parmi ses visiteurs réguliers un grand nombre d'artistes tels que Joseph Mallord William Turner, Claude Monet, Georges Braque, Joan Miró, Pablo Ruiz Picasso, Fernand Léger, Auguste Rodin, Claude Debussy, Maurice Ravel, Eric Satie, Albert Roussel, Jacques Prévert, André Breton, Jean Cocteau, André Gide, Virginia Woolf et Jean Francis Auburtin.
Certains étaient particulièrement proches de Guillaume Mallet : Marcel Proust, Jacques-Émile Blanche et Apel·les Fenosa.
Guillaume Mallet a passé ses jeunes années outre-Manche, dans l’Ile de Wight en particulier où il visite de nombreux jardins.
Il confie l'aménagement des jardins à la paysagiste anglaise renommée Gertrude Jekyll et, sur le conseil d'amis, la construction de la demeure à un jeune architecte britannique de 29 ans, Edwin Lutyens auquel on devra plus tard, et entre autres, le Rashtrapati Bhavan, les plans de la ville de New Delhi ou le Cénotaphe de Londres. Les deux artistes vont travailler ensemble pour élaborer une seule et même œuvre.
Le bois des Moutiers est aussi un instrument au service d’une cause, celle des théosophes dont les Mallet étaient membres :
- Former un noyau de la fraternité universelle,
- Encourager l'étude comparée et transversale des sciences, des religions, des philosophies ou des arts,
- S'apprêter à accueillir de nouvelles découvertes qui aideraient l'homme à accepter des facultés latentes utiles à son épanouissement.

L'écrivain britannique John Ruskin décrit cet art d'habiter idéal : Une 'totalité d’être au monde'. « Je pense que si les hommes vivaient vraiment en hommes, leurs demeures seraient des temples à l’intérieur desquels nous oserions à peine entrer et où nous deviendrions des saints par le seul fait d’avoir la permission d’y vivre ».
Les Mallet étaient amis du philosophe indien Jiddu Krishnamurti considéré par les théosophes comme le futur « enseignant du monde ». Dans le même cercle théosophique, ils étaient également proches d'Émilie et de Mary Lutyens, épouse et fille de Sir Edwin Lutyens.
Rukmini Devi Arundale, amie de Gandhi, fréquenta également le bois des Moutiers.
Pendant plus de quarante ans, Guillaume et Marie-Adelaïde Mallet s'attachent à ce projet. Alliant l’âme, l’esprit et la forme, le bois des Moutiers a été conçu comme un tout cohérent. Les notions d’appartenance religieuse, ethnique, sociale sont ici transcendées. Au travers des choix subtils des couleurs, des textures et des formes émergent une partition architecturale et paysagère d’une sensibilité inouïe. La présence du nombre d'or, de la géométrie sacrée, des chiffres 2, 3, 7 (nombre)… utilisés comme une trame, un canevas ne laisse que peu de places au hasard…

### Aménagement du domaine
Gertrude Jekyll et Edwin Lutyens s'inscrivent tous deux dans le droit fil du mouvement Arts & Crafts et affichent leur propension à l’esthétique symbolique, typique du préraphaélisme. "L’un des moteurs de leur collaboration fut la recherche passionnée — on pourrait presque parler d’une quête presque platonicienne — à propos de tout ce qui a trait à l’idée d’harmonie pure et de simplicité des formes. L’idée directrice était de créer au Bois des Moutiers, plus encore qu’ une « conversation », une relation symbiotique entre la maison, les jardins et le parc" . Les écrits du grand jardinier irlandais William Robinson et le Songe de Poliphile (roman de la Renaissance italienne) inspirent la mise en scène des jardins et du parc.
Le manoir est construit selon les plans d'Edwin Lutyens dans le style Arts & Crafts. Ce style d'architecture se caractérise par la volonté de redonner aux matériaux leur primauté, par un désir de créer des œuvres simples et uniques. William Morris, l'un des initiateurs de ce mouvement, disait : « J'ai essayé de faire de chacun de mes ouvriers un artiste, et quand je dis un artiste, je veux dire un Homme. » Deux principes guident la création des hommes –artistes : « la forme suit la fonction » et « ce qui est utile est beau », rémanence du Moyen-Age.
La maison est conçue comme une œuvre à part entière où chaque détail de ferronnerie ou d’ébénisterie a fait l'objet d'attention lors de sa réalisation. Conçus comme un parcours initiatique, les espaces intérieurs de la maison conversent avec « les chambres de verdure» dans le jardin et plus loin les vues sur le parc et la mer. Les murs coiffés de tuiles rayonnant comme des racines depuis les façades sud ancrent le projet au territoire. La maison s'élève de manière organique à partir du jardin. Les fenêtres verticales du grand escalier répondent harmonieusement aux cheminées s'élançant vers le ciel, équilibrant l'architecture horizontale des murs d'enceinte et de la pergola.
Les sept niveaux de jardins réalisés par Gertrude Jekyll sont des espaces clos entourant la demeure. La paysagiste travailla à une harmonisation des formes, des couleurs et des parfums afin de créer une atmosphère différente dans chacune des chambres de verdure.
À l’arrière de la maison, le parc descend vers la mer dans un vallon argileux.
Ce parc est aménagé de façon que la nature organisée et la végétation sauvage se côtoient. De multiples essences provenant du monde entier y sont présentes : les cèdres de l’Atlas, les rhododendrons de l'Himalaya, les azalées de Chine et de Turquie, les eucryphias du Chili, les érables du Japon, magnolias furent importés et naturalisés au milieu de la flore locale, sur une terre acide bien adaptée.
Les compositions naturelles soignent les effets de masses, de contrastes, le choix des teintes, des pigments parfois aux tons pastel sont en parfaite harmonie avec la mer toute proche et ses couleurs laiteuses. Tout est dialogue, poésie, rencontres extraordinaires, la lumière sans cesse changeante est utilisée comme liant, insufflant la vie par petite touches ou grands effets.
Le parc illustre le nouvel art des jardins né dans le Surrey en Angleterre à la fin du XIXe siècle, sous l'impulsion notamment de Gertrude Jekyll. Conçu comme un tableau vivant aux effets de broderies et de tapisseries, les influences de Turner, et des artistes du préraphaélisme, Dante Gabriel Rossetti, Edward Burne-Jones(l'Adoration-des-mages commandé pour le bois des Moutiers)-, Arthur Rackham, Robert Anning Bell et de Aubrey Beardsley sont partout présentes. Le but de ces artistes était de s’adresser à toutes les facultés de l’Homme au travers de son esprit, de son intelligence, de sa mémoire, de sa conscience, de son cœur… et non pas seulement à ce que l’œil voit[réf. nécessaire].

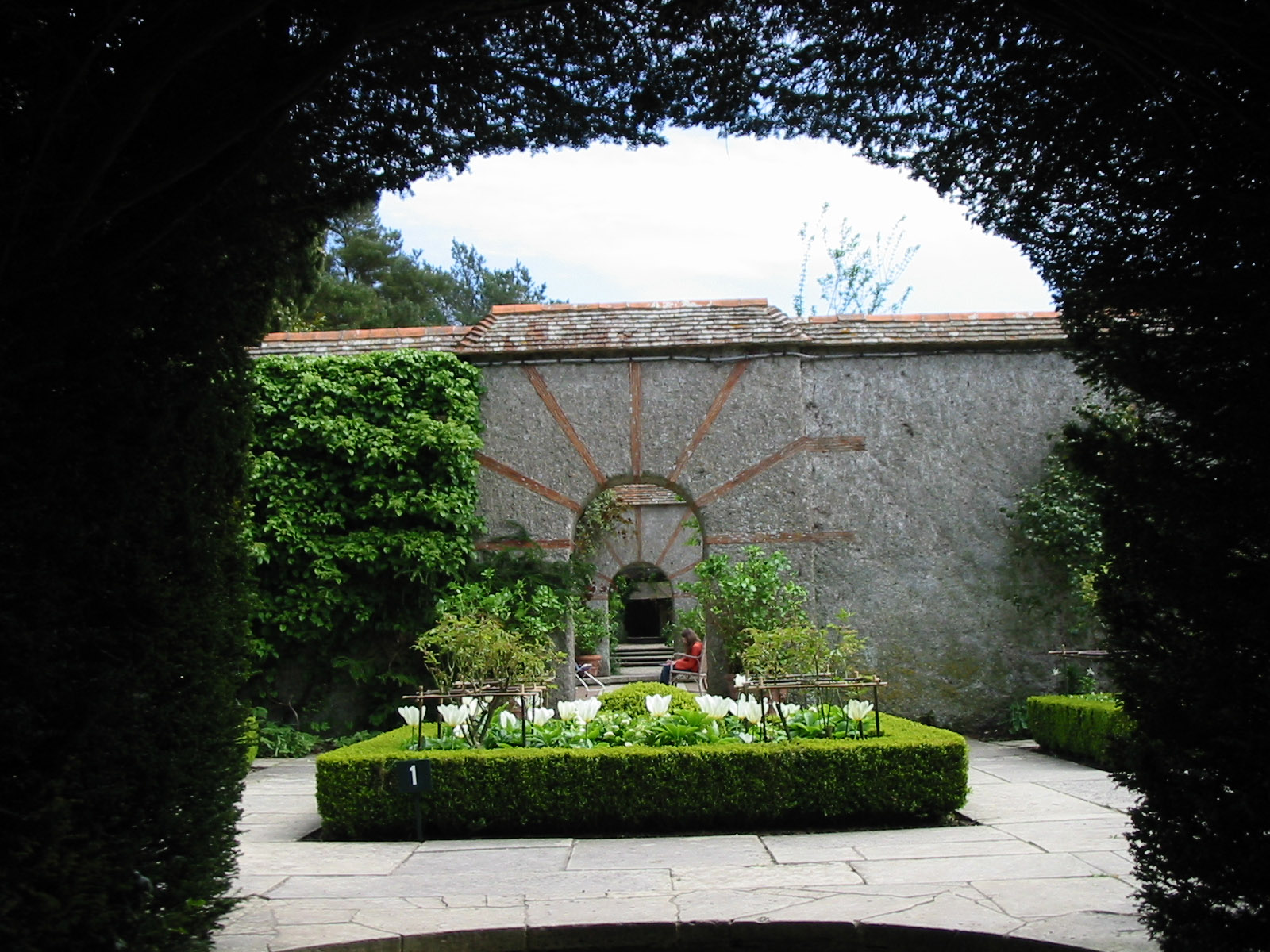
Quatre cloîtres.

Une des féeries de ce jardin réside sans doute dans les rencontres que l’on y fait, et parfois, avec un peu de chance, dans la rencontre avec « soi-même ».
Jean Cocteau, alors âgé de 24 ans, évoque dans le Potomak sa visite au bois des Moutiers avec ses amis André Gide et Jacques-Emile Blanche :
« C’était, Persicaire (Gide), un vaste domaine, au crépuscule : une aube de la nuit. On n’entendait pas la mer. On traversait, si je m’y retrouve, quatre petites cours de cloître à l’italienne. Attendez, on tournait à droite… un autre jeune Indien s’est enfui à toutes jambes… une cour de volubilis et d’héliotropes… je compte sept marches. Nous entendîmes jouer du piano. »
Le jeune Indien en question était Jiddu Krishnamurti, alors âgé de 18 ans.
Selon Mary Mallet, « c’est le jardin même qui nous inspire, il n’est jamais statique, il vit, meurt et se transforme sous nos yeux. Il ne nous appartient pas, c’est plutôt nous qui lui appartenons[réf. nécessaire] ».
En 1946, Guillaume Mallet et son épouse décèdent. Le bois des Moutiers a subi de nombreux dommages pendant la guerre. La famille se mobilise pour remettre le domaine en état. Le dernier descendant de Guillaume Mallet à avoir occupé la propriété est son arrière-petit-fils, Antoine Bouchayer-Mallet, architecte, artiste et gestionnaire du site, qui s'est efforcé de le sauvegarder pour les générations futures.
Face aux difficultés croissantes pour maintenir le domaine dans le patrimoine de la famille, la propriété est proposée à la vente dès 2011. Elle est achetée en mars 2019 par Jérôme Seydoux. Pour l'un des membres de la famille, Robert Mallet, « C'est un grand bonheur pour nous, car l'avenir du site est assuré. Il y avait toujours plus d'héritiers, ce qui, avec le temps, risquait de poser des problèmes de succession ».

### Ouverture au public
En 1970, la famille Mallet ouvre les portes de la propriété au public. Le bois des Moutiers est le premier jardin privé de France accessible à la visite[réf. nécessaire]. Il est très vite considéré comme un des plus beaux jardins de France et obtient le label  Jardin remarquable en 2004. Depuis son ouverture, plus de deux millions de personnes ont visité le parc.
Le nouveau propriétaire, Jérôme Seydoux, entreprend des travaux dans le manoir et dans le parc. L'ouverture au public est suspendue de novembre 2019 à mai 2024. Les visites s'effectuent désormais sur réservation, durent une heure et quart et sont accompagnées.

## Protection
Après une inscription des façades et toitures de la maison en 1975 et du parc en 1978, l'ensemble du manoir et du domaine sont classés monuments historiques le 11 décembre 2009.

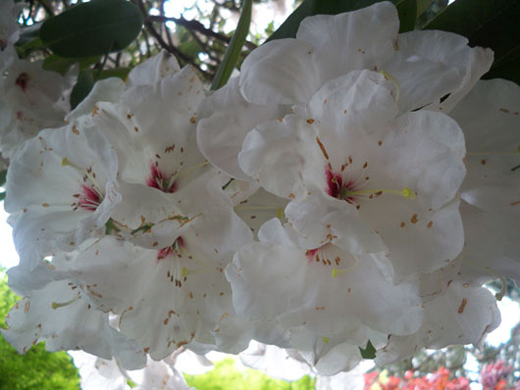
Rhododendron.
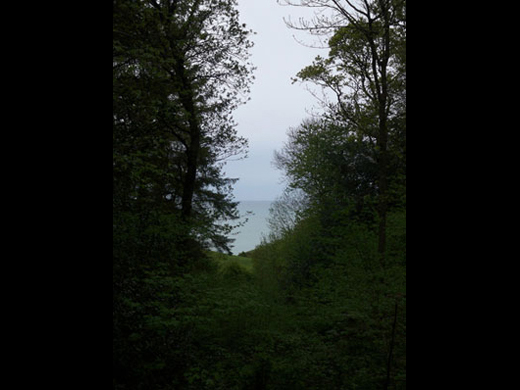
Le bois des Moutiers débouche sur la mer.
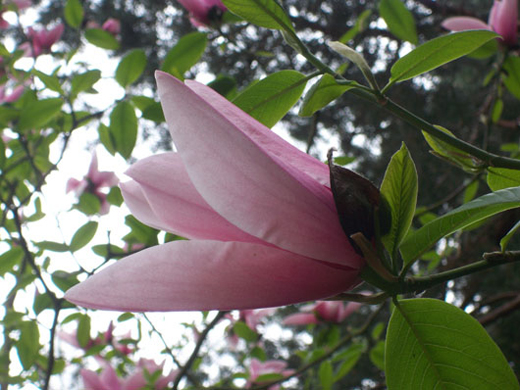
Un des magnifiques magnolias visibles au bois des Moutiers.
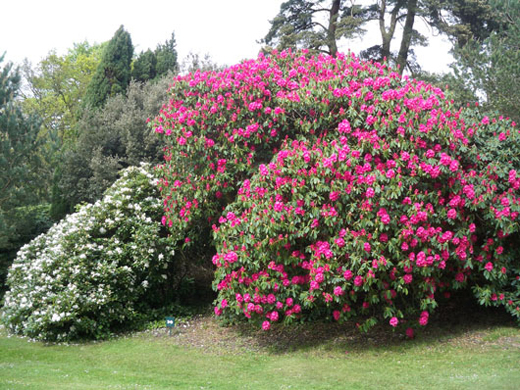
Un grand rhododendron bordant une clairière du bois des Moutiers.